# مانیفست ۳۴۳
مانیفست ۳۴۳ (به فرانسوی: le manifeste des 343) بیانیه‌ای بود که در سال ۱۹۷۱ میلادی ۳۴۳ زن فرانسوی امضا کرده و به انجام سقط جنین در زندگی خویش اقرار کردند و در نتیجه، خود را در معرض خطر پی‌گرد قضایی قرار دادند.
متن این مانیفست توسط سیمون دو بووار نوشته شد و زنان سرشناسی نیز آن را امضا کرده بودند. بیانیه در نشریه فرانسوی نوول ابسرواتور در تاریخ ۵ آوریل ۱۹۷۱ منتشر شد.
متن بیانیه این‌طور آغاز می‌شد:
یک میلیون زن هر ساله در فرانسه سقط جنین انجام می‌دهند.
محکوم به نهان‌کاری، خود را در شرایط خطرناک قرار می‌دهند، در حالی که این عمل تحت نظارت پزشکی یکی از ساده‌ترین عمل‌ها است.
این زنان در حجاب سکوت فرومی‌روند.
من اعلام می‌کنم یکی از آن‌ها هستم. من سقط جنین انجام داده‌ام.
ما همان‌طور که خواستار دسترسی آزاد به کنترل موالید هستیم، خواستار آزادیِ سقط جنین هستیم.
در پایین بیانیه، امضای ۳۴۳ نفر از زنان دیده می‌شد، از جمله: فرانسواز دوبون، سیمون دوبووار، کریستین دلفی، کاترین دُنووْ، مارگریت دوراس، فرانسواز فابیان، بریژیت فونتن، گیزل حلیمی، برنادت لافون، ویولت لودوک، آریان منوشکین، کلودین مونتی، ژن مورو، ماری پیله (مادر جولی دلپی)، ماری-فرانس پیزیر، میشلن پرسل، مارت روبر، ایوت رودی، فرانسواز ساگان، دلفین سِیْریگ، نادین ترنتینیان، آنیِس واردا، مارینا ولادی، آن ویازمسکی، مونیک ویتیگ.
یک هفته بعد در نشریه چارلی اِبدو کاریکاتوری چاپ شد که با سؤال «چه کسی ۳۴۳ روسپی مانیفست سقط جنین را حامله کرد؟» به مردان سیاست‌مدار حمله می‌کرد. این کاریکاتور باعث شد لقب «مانیفست ۳۴۳ روسپی» برای این مانیفست رواج پیدا کند.
این حرکت یکی از مشهورترین مثال‌های نافرمانی مدنی در کشور فرانسه است. این حرکت الهام بخش مانیفست ۳۳۱ پزشک بود که حمایت خود را از حقوق سقط جنین اعلام کردند. در دسامبر ۱۹۷۴-ژانویه ۱۹۷۵ قانون ویل (Veil) که بنابر نام وزیر بهداشت فرانسه، سیمون ویل نامگذاری شده‌است، تصویب شد که بر اساس آن مجازات پایان دادن داوطلبانه به حاملگی طی ۱۰ هفته نخست بارداری (که بعداً تا ۱۲ هفته نیز افزایش یافت) لغو شد.
این مانیفست همچنین در سال ۲۰۰۸ الهام‌بخش مانیفست تولد در خانه شد.